# Фрегета білочерева
Фрегета білочерева (Fregetta grallaria) — вид морських буревісникоподібних птахів родини качуркових (Hydrobatidae).

## Поширення
Вид досить поширений у південній півкулі. Розмножується на острові Лорд-Гав (Австралія), островах Кермадек (Нова Зеландія), островах Тубуаї (Французька Полінезія) та островах Хуан Феррандес (Чилі) у Тихому океані, Тристан-да-Кунья та острів Гоф в Атлантичному океані, і Сен-Поль (острів) (Французькі Південні і Антарктичні Території) в Індійському океані.

## Опис
Дрібний птах. Тіло завдовжки 18-20 см. Розмах крил 46-48 см. Дзьоб чорний, ноги довгі. Оперення чорно-сіро-біле з безліччю варіацій. Відмінностей в забарвленні самців і самок, а також молодих особин не спостерігали.

## Спосіб життя
Живе та харчується у морі. На суші трапляється лише вночі. Живиться ракоподібними та дрібними кальмарами. Гніздиться колоніями на дрібних скелястих островах. Розмноження відбувається в кінці літа та на початку осені, з відкладенням яєць у січні-березні. Гніздо облаштовує у тріщинах скель або норах. У гнізді одне біле з коричневими цятками яйце. Молодь годують обоє батьки, які проводять день у морі, а вночі повертаються до гнізда.